# Stoczek (powiat garwoliński)
Stoczek – wieś sołeckaw Polsce położona w województwie mazowieckim, w powiecie garwolińskim, w gminie Garwolin.
| SIMC    | Nazwa    | Rodzaj    |
| ------- | -------- | --------- |
| 0671266 | Pod Górą | część wsi |

Wierni Kościoła rzymskokatolickiego należą do parafii św. Izydora w Marianowie.
Wieś królewska położona była w drugiej połowie XVI wieku w powiecie garwolińskim  ziemi czerskiej województwa mazowieckiego. W latach 1975–1998 miejscowość należała administracyjnie do województwa siedleckiego.
Przez miejscowość przepływa rzeka Wilga.